# Křídlatka japonská
Křídlatka japonská (Reynoutria japonica), nebo také opletka japonská (Fallopia japonica), je nejznámější druh rodu křídlatka. Je to statná, vytrvalá, rychle se rozrůstající invazní rostlina dosahující výšky okolo 2 metrů a vytvářející téměř neprostupné porosty. Byla zahrnuta do seznamu 100 nejhorších invazních druhů světa.

## Pojmenování
Vědecké pojmenování křídlatky japonské (Reynoutria japonica) se následkem stále důkladnějších studii příbuzenských vztahů mezi jednotlivými taxony postupně mění. Po zrušení rodu křídlatka (Reynoutria) byla začleněna do rodu opletka (Fallopia) a bylo ji přiděleno vědecké jméno opletka japonská (Fallopia japonica). Je otázkou času, kdy toto pojmenování převezme i česká odborná veřejnost, která dosud vesměs užívá binomické jméno Reynoutria japonica.

## Rozšíření
Její domovinou je severovýchod Asie (Japonsko, pevninská Čína, Tchaj-wan a Korejský poloostrov), kde obývá vlhčí údolí a horské svahy, vzácněji roste i na okrajích horských políček ve vyšších nadmořských výškách až do 2600  m n. m., většinou na chudé půdě. Evropa s ní byla poprvé seznámena v roce 1825 nizozemským vědcem von Sieboldem, ve větším množství byla dovezena roku 1848 a následně se začala pěstovat a prodávat do mnoha zemí jako dekorační rostlina zahrad a parků. Křídlatka japonská se začala nekontrolovatelně šířit téměř po celé Evropě, nejvíce roste v její severní a střední části. Je pravděpodobné, že veškeré rostliny v Evropě pocházejí z jediného klonu dovezeného roku 1848. Dostala se také do Severní Ameriky, Austrálie i na Nový Zéland.
Na území dnešní České republiky byla ve volné přírodě poprvé zaznamenána v roce 1892. Vyskytuje se hojně po celém území ČR, nejvíce v blízkosti vodních toků a lidských sídel, většinou na vlhkých substrátech s kyselou reakcí. Pouze v jižních a jihozápadních Čechách se vyskytuje v menším množství.

## Popis
Je to vytrvalá rostlina s výrazně článkovitými dutými, dužnatými, křehkými stonky vyrůstajícími v březnu nebo dubnu z bohatě rozvětvených, silných a dlouhých podzemních oddenků. Oddenky mají tkáň žlutou až oranžovou s tmavším středem, rašící očka jsou červená. Stonky dorůstají do výše obvykle 1,5 až 2 metrů, jsou přímé a v horní části rozvětvené. Na řezu jsou oblé, bývají lysé nebo jemně bradavčité. V mládí jsou zelené s červenavým nádechem a později zůstávají tmavě kropenaté, v dospělosti mají u báze tloušťku až 4 cm.
Lysé listy s poměrně krátkými načervenalými řapíky dlouhými 1,5 až 3 cm vyrůstají na stoncích střídavě. Celokrajná listová čepel dlouhá 10 až 17 cm a široká 8 až 12 cm má tvar široce trojúhelníkovitý nebo až široce vejčitý. Čepel je v místě srůstu s řapíkem uťatá nebo tupě klínovitá, na opačném konci je u spodních listů zakončená tupou trojúhelníkovou špičkou a u horních listů je zúžená do dlouhé ostré špičky. Holé, tuhé až kožovité listy s vyniklou žilnatinou jsou oboustranně zelené až světle zelené, mladé listy mají okraje stočené.
Je to rostlina dvoudomá, mnohokvěté lichoklasy dlouhé 5 až 10 cm vyrůstající z paždí listů jsou sestaveny do lat, které jsou delší než řapík listu. V obrysu je trojúhelníkové květenství volné, některé jeho postranní větvičky jsou převislé a sahají pod stonek květenství. Pravidelné pětičetné květy mají nerozlišená okvětí s bělavými, vzácněji nažloutlými nebo narůžovělými okvětními lístky, samičí květy mají lístky neopadavé. Samčí květy mají 8  funkčních tyčinek a 3  funkční samičí čnělky. Kvetou od července do září, opylování zajišťuje létající hmyz.
Plody jsou lesklé trojhranné nažky dlouhé 3 až 4 mm zbarvené černohnědě až černě, mají křidélka po neopadavém okvětí.

## Rozmnožování
Ve středoevropských podmínkách se rozmnožuje převážně vegetativně pomocí odlomených oddenků, které bývají zanášeny při povodních s odplavenou zeminou na zcela nová místa. I drobné kousky oddenku většinou vyklíčí a během několika let takto nově získaný prostor zcela zarostou. Semena v Česku pro krátkou dobu vegetace málokdy dozrávají.

## Význam

### Škodlivost
Přestože v místech svého původu tomu tak není, na územích sekundárního výskytu je křídlatka japonská považovaná za jednu z nejúpornějších invazivních rostlin. Za příhodných podmínek se na stanovišti pomocí hluboce kořenících oddenků rychle rozšiřuje, zcela vytlačuje původní rostlinstvo a mění nepříznivě podmínky pro život většiny tam žijících živočichů. Její kořeny a listový opad produkují látky s alelopatickým účinkem, tj. znemožňují růst jiných rostlin. Na mnoha místech České republiky, stejně jako v některých jiných zemích, se přistoupilo k její mechanické a chemické likvidaci, která se musí pro velikou životaschopnost oddenků několikrát opakovat. Pro biologickou kontrolu je využíván Aphalara itadori, který byl poté, co byla v Evropské unii schválena biologická kontrola plevele, licencován například pro biologickou kontrolu křídlatky japonské v Anglii.
V současné době je Aphalara itadori jediným členovcem, který byl rozsáhle studován, a bylo prokázáno, že má vlastnosti potřebné, aby byl účinným prostředkem biologické kontroly pro kontrolu invazivních druhů křídlatek. Z tohoto důvodu byl schválen pro použití v Evropské unii. Po rozsáhlém výzkumu bylo prokázáno, že Aphalara itadori podstatně defoliuje druhy křídlatky. Jedinci psyllid se živí jejím meristémem. V důsledku tohoto krmení jsou listy ponechány zkroucené a svázané dohromady. Deformace způsobená krmením Aphalara itadori snižuje rychlost fotosyntézy, konkurenční schopnost, růst a celkovou plochu listů. Vyčerpává zásobu energie křídlatky, což snižuje růst a ukládání kořenů. Toto poškození brání křídlatce v opětovném růstu. Studie ukázaly, že použití A. itadori by mělo za následek rozsáhlé oslabení křídlatky na nadzemní a podzemní biomase.
Křídlatka japonská byla zahrnuta do seznamu 100 nejhorších invazních druhů světa.

### Přínos
Uvažuje se o využití křídlatek jako obnovitelného zdroje energie. Její praktické využívání je dosud v etapě experimentů.
Mladé výhonky jsou jedlé, mají kyselou chuť podobnou šťovíku a dají se použít podobně jako špenát nebo přidávat do polévek. Křídlatka však má poměrně vysoký obsah kyseliny šťavelové (podobně jako šťovík a rebarbora), proto ji nesmí jíst lidé trpící chorobami ledvin, ledvinovými kameny, artritidou a dnou.[zdroj⁠?!]
Oddenků se využívá v tradičním asijském léčitelství na špatně se hojící rány a proti rakovině žaludku a tlustého střeva. V prodeji jsou i v Česku výtažky z křídlatky, kterým výrobci a prodejci přisuzují širokou škálu pozitivních zdravotních účinků, ale nejsou k dispozici vědecké důkazy potvrzující, že by chránily člověka před nějakou nemocí nebo že by léčily.

## Poznámka
Křížením křídlatky japonské s křídlatkou sachalinskou vznikl hybridní druh křídlatka česká (Reynoutria × bohemica), která je obzvláště rozpínavá a proti mechanické i chemické likvidaci nejodolnější. Rozmnožuje se výhradně vegetativně a na stanovištích, kde se vyskytují také její rodiče, je vytlačuje.

## Galerie

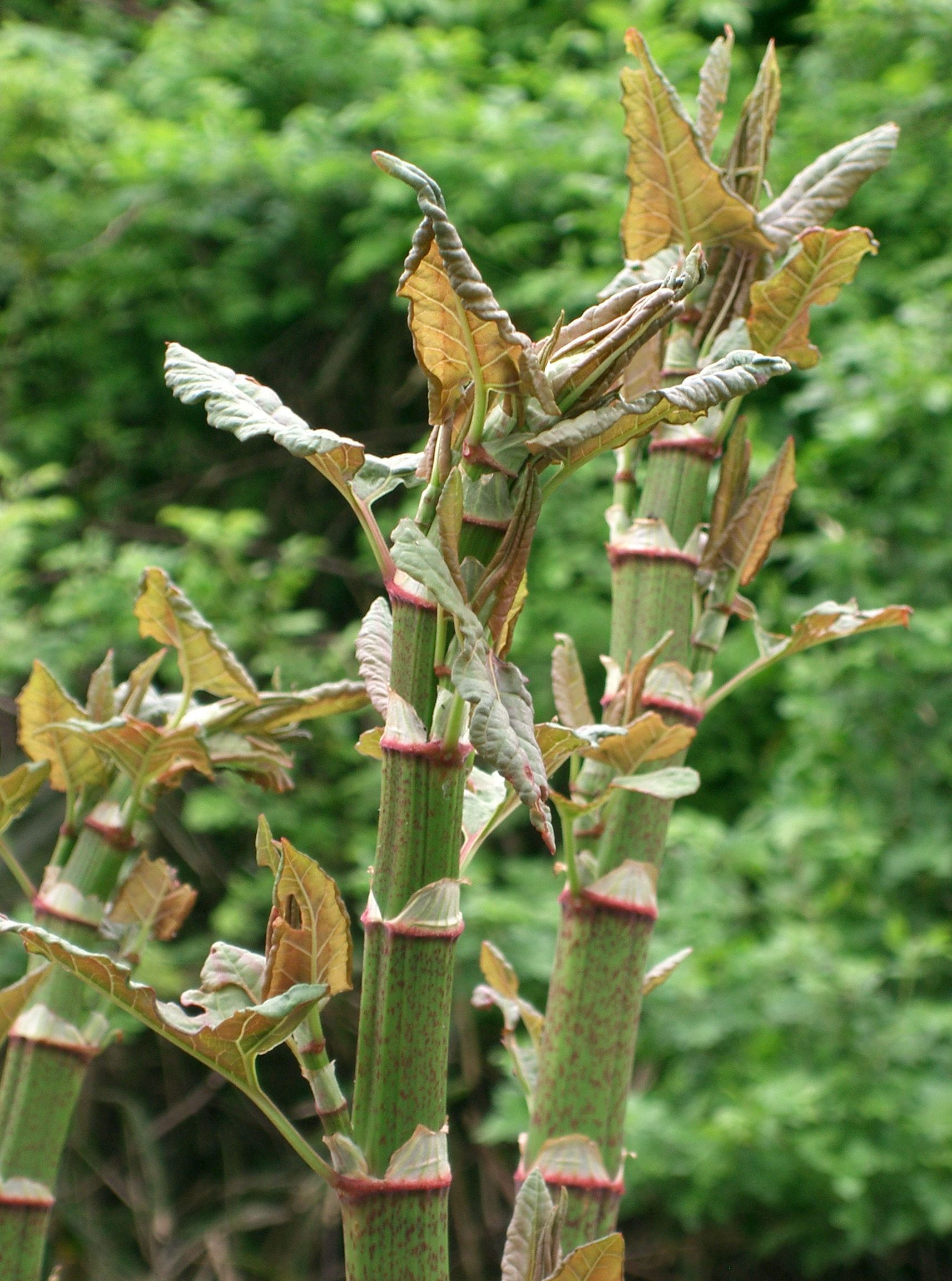
Rostoucí lodyhy
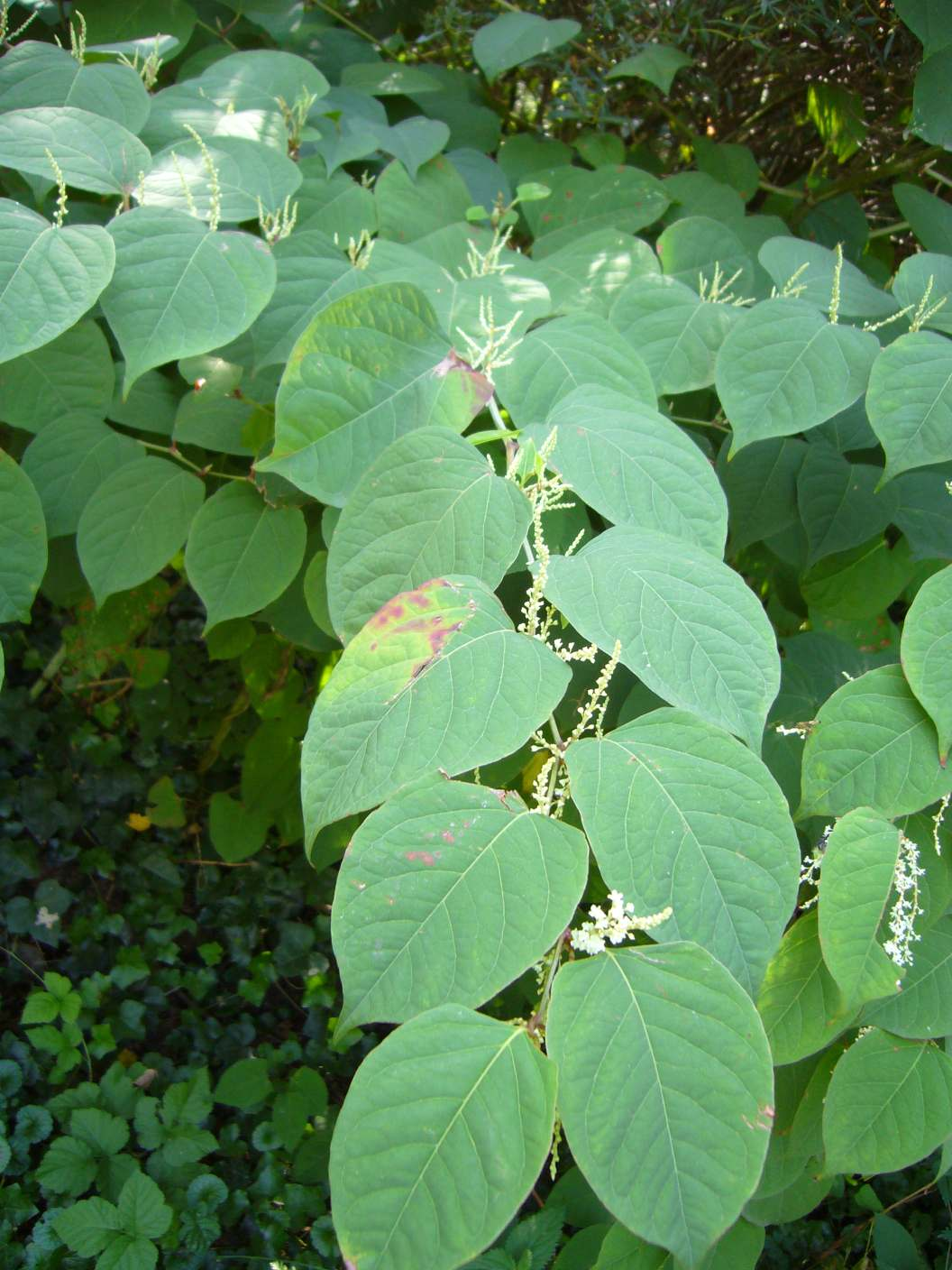
Rozkvetlá větvička
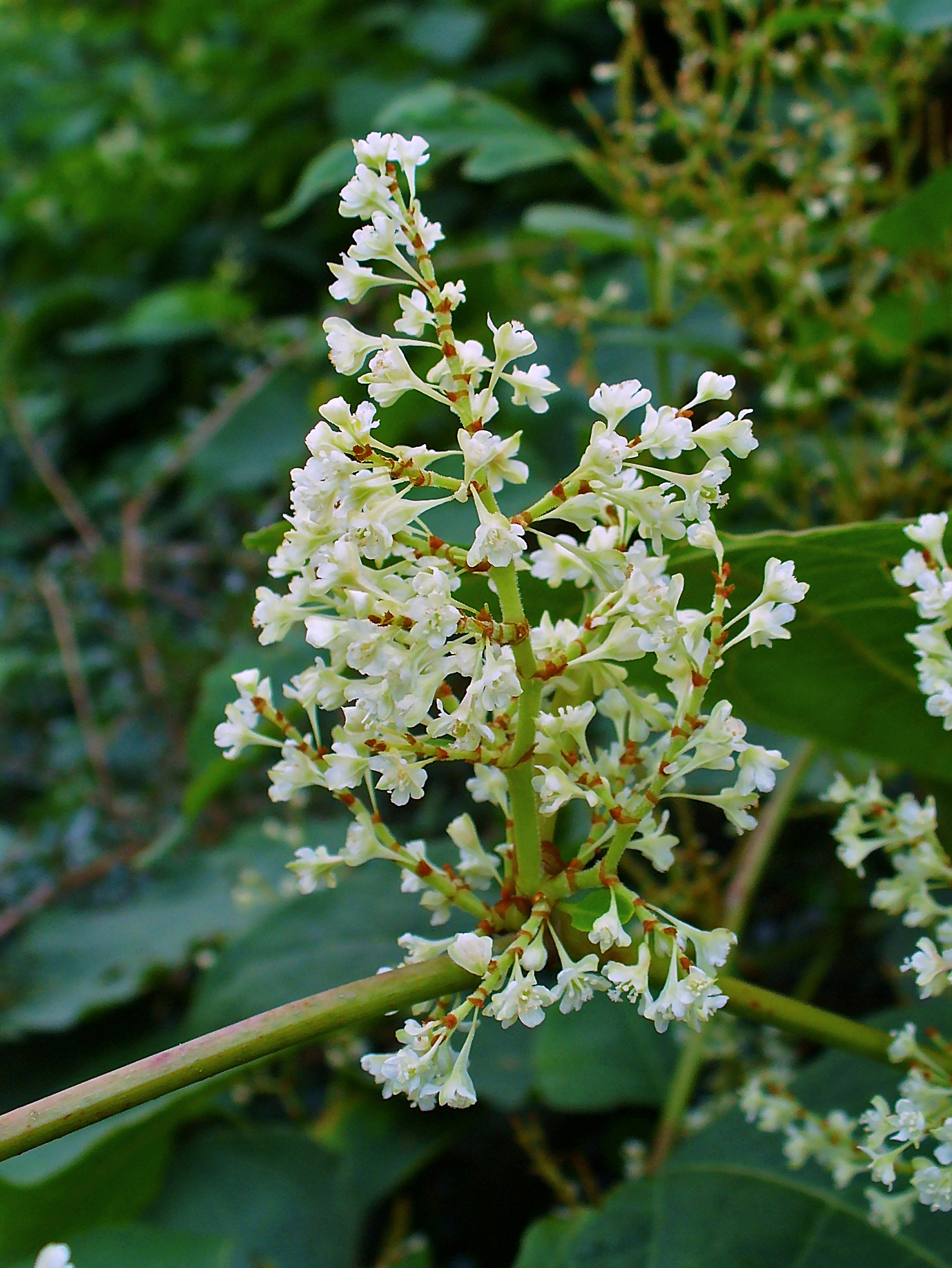
Květenství
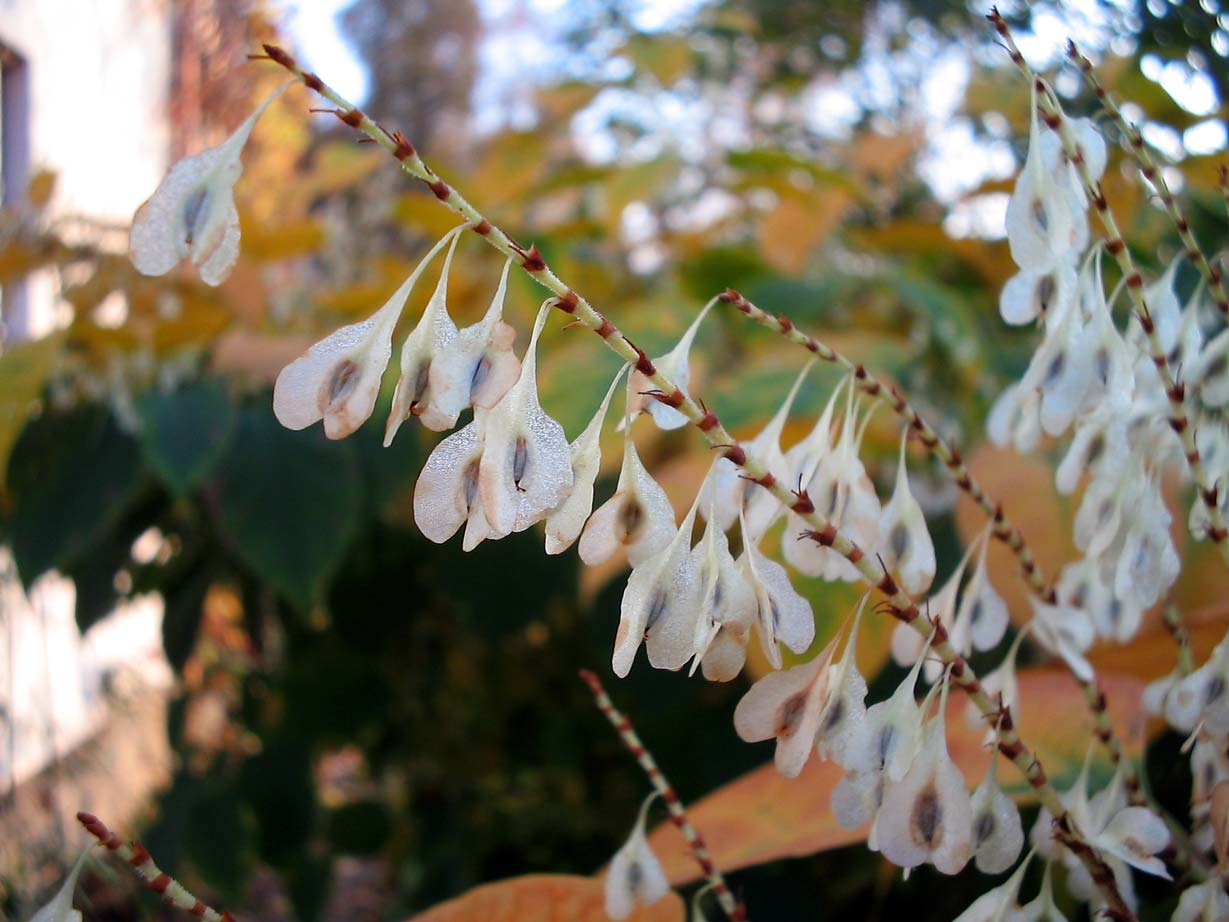
Plody s neopadavým okvětím